# Insensibilité à l'étendue

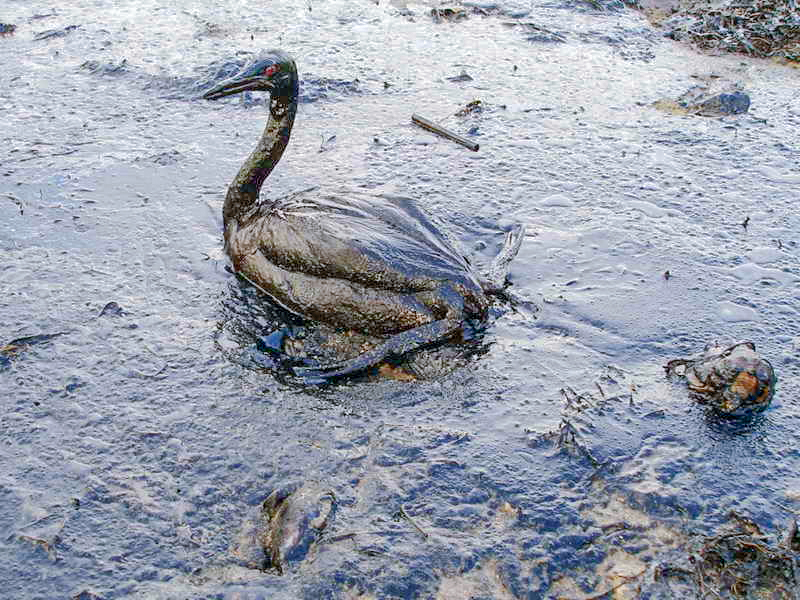
Oiseau couvert de pétrole au cours d'une marée noire.

L'insensibilité à l'étendue (ou insensibilité quantitative) est un biais cognitif qui se produit lorsque l'évaluation de l’importance d'un problème est presque indépendante de sa taille.
Par exemple, lors d’une étude, on demandait aux participants le prix qu’ils seraient prêts à payer pour empêcher des oiseaux migrateurs de se noyer dans des flaques de pétrole en recouvrant celles-ci de filets protecteurs. Selon qu’on les informait que cela concernait chaque année 2 000, 20 000, ou 200 000 oiseaux, les participants proposaient en moyenne de donner respectivement 80, 78 et 88 dollars. D'autres études du désir de donner pour empêcher un dommage ont montré une relation logarithmique entre le dommage et la donation, ou même une absence de relation entre les deux.
Daniel Kahneman explique ce biais à l’aide de la théorie du prototype : « L'histoire racontée évoque probablement pour de nombreux lecteurs une représentation mentale d'un prototype d'incident, peut-être l'image d'un oiseau épuisé, les plumes engluées, incapable de s'échapper » et c'est cette image, indépendante du nombre d'oiseaux concernés, qui détermine le désir de payer de la plupart des participants.